# Zeldevindemar Perraro
Zeldevindemar Perraro, mais conhecido como Marzinho (Araranguá, 17 de novembro de 1936 — Criciúma, 12 de março de 2013) foi um farmacêutico prático e político brasileiro.

## Vida
Filho de Primo Benjamim Perraro e de Fortunata Sartor Perraro. Em 14 de novembro de 1958 casou com Neusa Uliano Perraro, filha de Vergílio Jacob Batista Uliano, mais conhecido como Beta, filho de Jacó Batista Uliano, e de Marta Westphal Uliano, filha de Roberto Westphal.

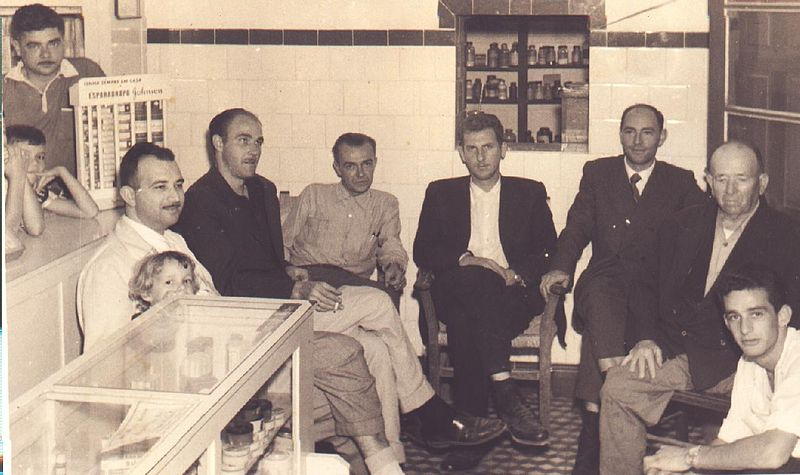
"Roda de Chimarrão" da Farmácia São Salvador. Da esquerda para a direita Pedro Augusto Gerlach Collaço (parcialmente visível), Germano Gerlach Collaço, Newton de Andrade Collaço, Wilson Francisco Lapa (formado na Faculdade de Medicina da Universidade Federal do Rio Grande do Sul, em 1952), Maria Christina Gerlach Collaço, Lourenço Oenning, Heriberto Effting, Danilo Michels, Oswaldo Wolff Dick (formado na Faculdade de Medicina da Universidade Federal do Rio Grande do Sul, em 1951, José Luiz Dick e Zeldevindemar Perraro. Década de 1950. Praça Coronel Collaço em Braço do Norte

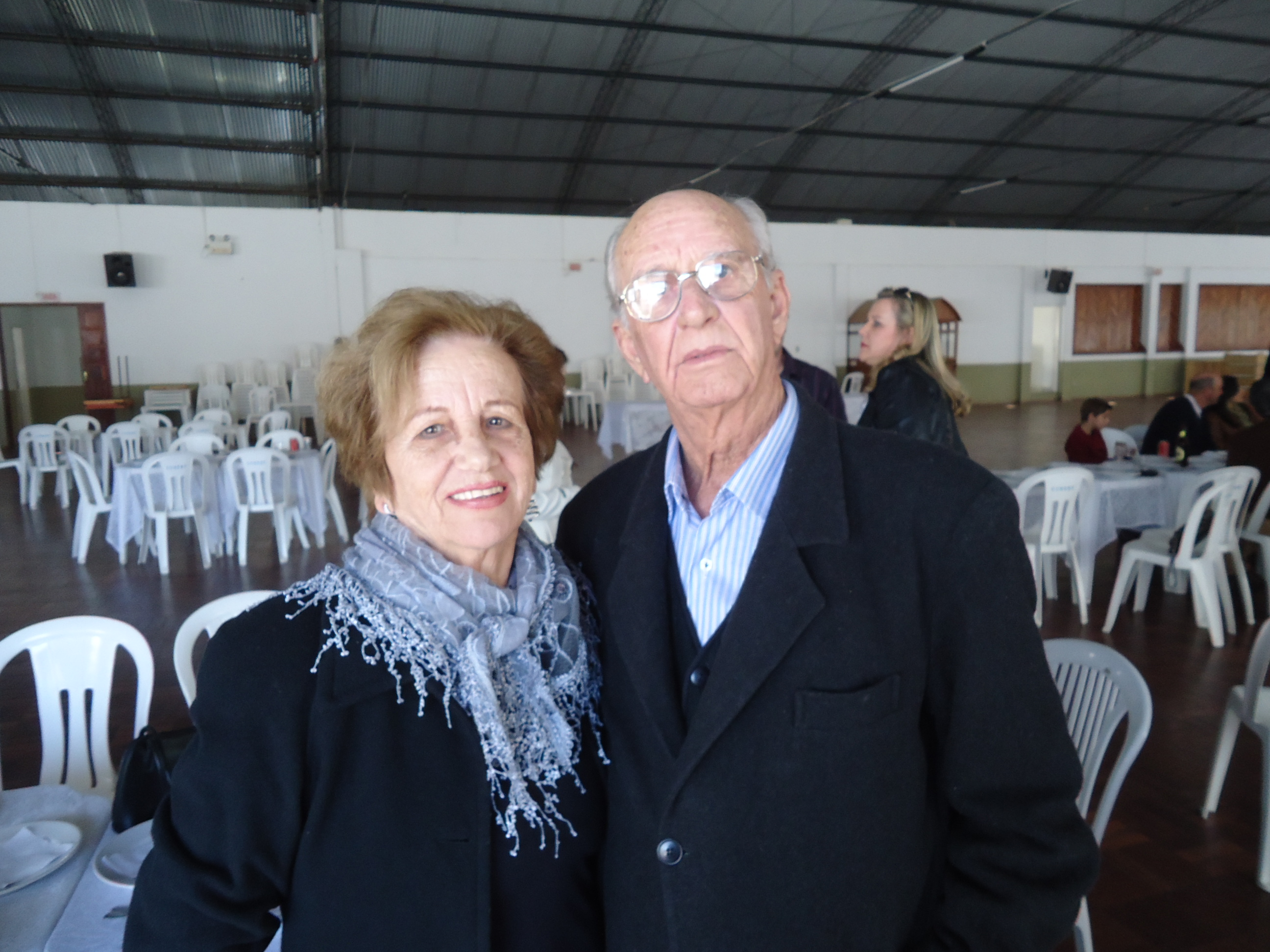
Marzinho e Neusa no Primeiro Encontro da Família Westphal em Braço do Norte, 21 de julho de 2012

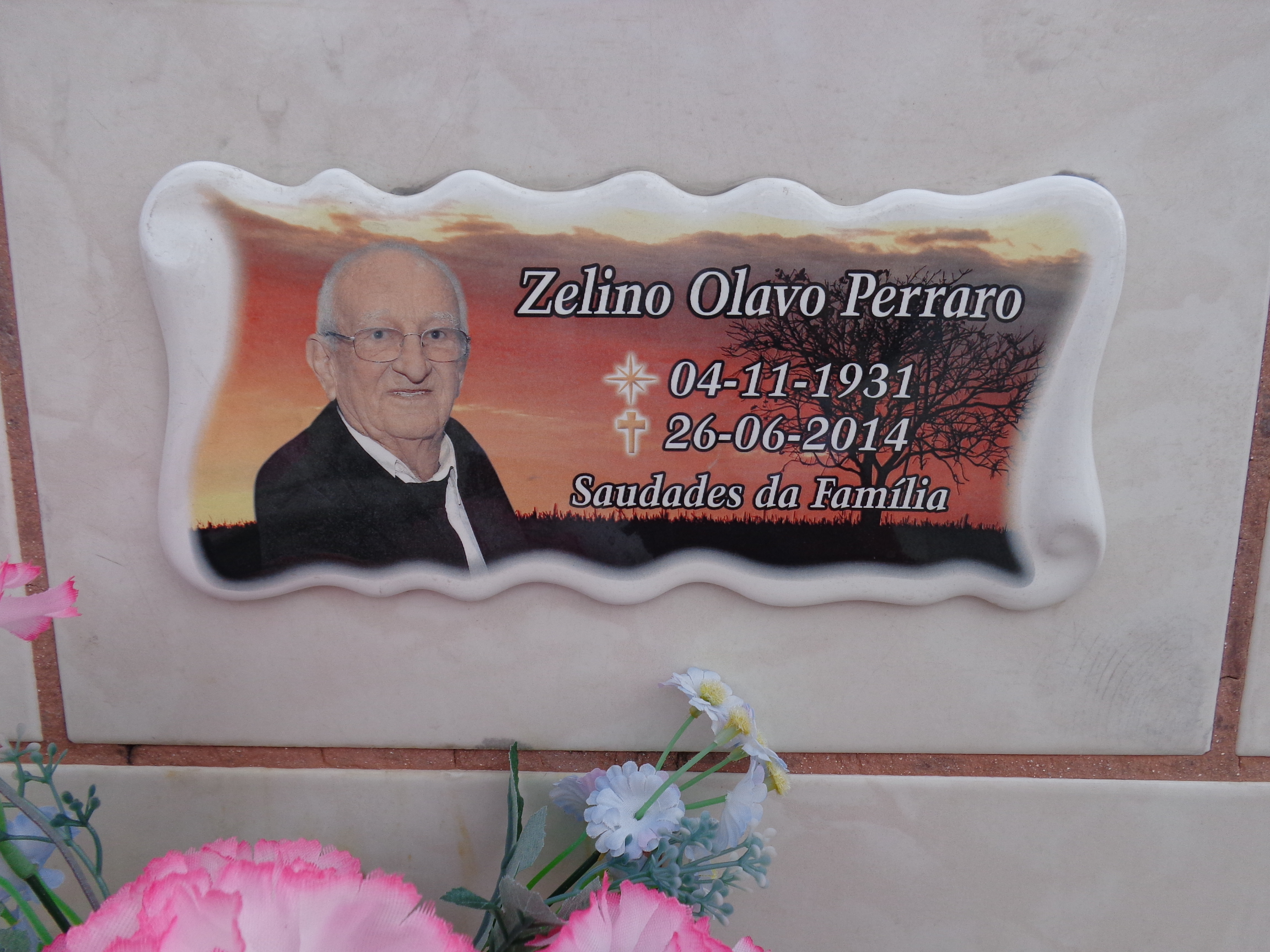
Foto sepulcral de seu irmão Zelino no Cemitério Municipal de Tubarão

## Carreira
Foi farmacêutico prático, aprendiz de Newton de Andrade Collaço.
Filiado ao Partido Social Democrático (PSD), após a extinção deste filiou-se à Aliança Renovadora Nacional (ARENA). Foi eleito vereador de Braço do Norte na 6ª legislatura (1977 — 1983) e na 7ª legislatura (1983 — 1989), sendo eleito presidente da câmara no período de 1 de janeiro de 1979 a 1 de janeiro de 1981.
O nome do biografado é incomum. O porquê deste deve-se indubitavelmente à imaginação de seus progenitores, como mostra a relação cronológica do nome de seus filhos: Zandiro, Zedelina, Zadezanira, Zenair, Zelino, Zenita, Zelinda, Zeldevindemar e Zenildo.
Faleceu vitimado por câncer. Foi sepultado no Cemitério Municipal de Braço do Norte.